# منطقة كادومين
كادومين /ˈkædəmɪn/ منطقة صغيرة في غرب وسط ألبرتا ، كندا داخل مقاطعة يلوهيد . تقع على طول نهر ماكليود في سفوح جبال روكي ، على بعد حوالي 50 كيلومتر (31 ميل) جنوب هينتون بالقرب من طريق بيجورن السريع . يتم تقديمه بواسطة حافز للسكك الحديدية الوطنية الكندية . 
تعترف إحصاءات كندا بـ"كادومين" كمكان معين.  تقع في قسم الإحصاء رقم 14 وفي منطقة يلوهيد. يتم إدارتها  قبل مقاطعة يلوهيد. [1]

## التاريخ
اسم كادومين هو الإختصار لـ "المنجم الكندي الدومينيون"،   وتعطى المجتمع اسمها لتشكيل كادومن ، الذي يشكل مرفقا بارزا بالقرب.
تعد كادومين واحدة من المجتمعات العديدة في منطقة فرع الفحم في ألبرتا التي ازدهرت في الفترة من عشرينيات إلى خمسينيات القرن الماضي. خلال أوائل الثلاثينيات، بلغ عدد سكان كادومين ذروته عند 1800 نسمة. وشملت مجتمعات فرع الفحم الأخرى ماونتن بارك، ولوسكار، وميركوال، وأبعد إلى الشرق، روب، وإمباراس، وكوالسبور، وكوال فالي، ولوفيت، وفوتهيلز.
التعدين
بدأت شركة كادومين للفحم عملياتها في عام 1917 وتم تطوير أربعة مناجم تحت الأرض في نهاية المطاف، بالإضافة إلى منجم سطحي تم تشغيله من عام 1944 إلى عام 1950. يبلغ متوسط سمك خط الفحم الرئيسي، المسمى خط التماس رقم 1، 33 قدمًا (10 أمتار) . الطبقات الموجودة في المنطقة مطوية ومتصدعة بقوة، ويميل خط التماس بشدة إلى الانقلاب، لذلك تم استخدام مجموعة متنوعة من الأساليب لتصنيعها. تم بيع الفحم في المقام الأول كفحم بخاري لاستخدامه في السكك الحديدية، وأغلقت مناجم الفحم في كادومين في عام 1952 بسبب تراجع الأسواق حيث استبدلت السكك الحديدية القاطرات البخارية بالديزل.
تستمر محجر كادومين ، التي تديرها شركة ليهاي للأسمنت، في توظيف عدد صغير من السكان المحليين. 

## الديموغرافيا
في التعداد السكاني لعام 2021 الذي أجرته هيئة الإحصاء الكندية، كان عدد سكان كادومين 54 نسمة يعيشون في 27 من إجمالي 93 مسكنًا خاصًا، وهو تغيير بنسبة 35٪ عن عدد سكانها في عام 2016 البالغ 40 نسمة. وتبلغ مساحة الأرض 1.02 كيلومتر مربع (0.39 ميل مربع) ) ، بلغت الكثافة السكانية 52.9 / كيلومتر مربع (137.1 / ميل مربع) في عام 2021.
كمكان محدد في التعداد السكاني لعام 2016 الذي أجرته هيئة الإحصاء الكندية، كان عدد سكان كادومين 40 نسمة يعيشون في 21 من إجمالي 92 مسكنًا خاصًا، وهو تغيير بنسبة 11.1% عن عدد سكانها في عام 2011 البالغ 36 نسمة. وتبلغ مساحة الأرض 1.02 كيلومتر مربع (0.39 ميل مربع)، بلغت الكثافة السكانية 39.2 / كيلومتر مربع (101.6 / ميل مربع) في عام 2016.

## أماكن جذب سياحية

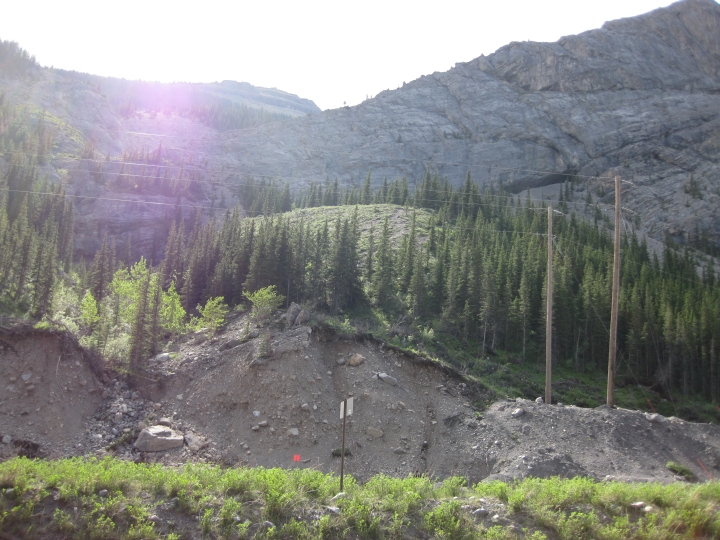
واحدة من العديد من كهوف كادومين

كان كهف كادومين، الذي يقع على بعد عدة كيلومترات إلى الجنوب، يجذب عددًا من السياح خلال أشهر الصيف، على الرغم من أنه لا يزال غير مطور. تم إغلاق الكهوف منذ عام 2010 بسبب نمو الفطريات التي طورتها الخفافيش.
تتوفر في المنطقة المحيطة بـ كادومين مسارات واسعة لركوب الخيل والمركبات الصالحة لجميع التضاريس وركوب الدراجات الترابية. أصبح ركوب الدراجات الجبلية شائعًا بشكل متزايد أيضًا. تعتبر مراقبة الطيور هواية شعبية، وهناك أيضًا أعداد منتظمة للفراشات كل عام.
تقضي المجتمعات العلمية وعلماء الطبيعة وقتًا طويلاً في دراسة الحياة البرية الواسعة بما في ذلك الأغنام الكبيرة والدببة الرمادية والموظ والأيائل والأنواع الجبلية الأخرى.
يوفر الخريف العديد من فرص صيد الطرائد الكبيرة للغزلان والموظ والأغنام الكبيرة.

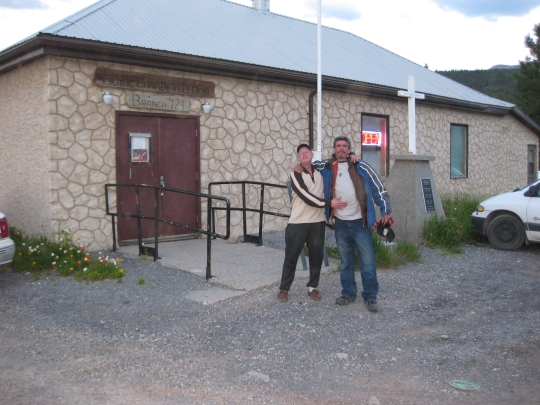
فئة كادومين في عام 2011

## الإشارات
1. 1 2 3  "Population and dwelling counts: Canada and designated places". إحصائيات كندا  [لغات أخرى]‏. 9 فبراير 2022. مؤرشف من الأصل في 2023-06-01. اطلع عليه بتاريخ 2022-02-10.{{استشهاد ويب}}:  صيانة الاستشهاد: علامات ترقيم زائدة (link)
2. ↑  GeoNames (بالإنجليزية), 2005, QID:Q830106
3. ↑  Atlas of Alberta Railways. The Coal Branch نسخة محفوظة 2023-10-24 على موقع واي باك مشين.
4. ↑  "Population and dwelling counts, for Canada, provinces and territories, and designated places, 2016 and 2011 censuses – 100% data (Alberta)". إحصائيات كندا  [لغات أخرى]‏. 8 فبراير 2017. مؤرشف من الأصل في 2023-09-24. اطلع عليه بتاريخ 2017-02-13.{{استشهاد ويب}}:  صيانة الاستشهاد: علامات ترقيم زائدة (link)
5. ↑  Alberta Municipal Affairs. "Yellowhead County - Municipal district Profile". مؤرشف من الأصل في 2009-04-26. اطلع عليه بتاريخ 2008-06-27.
6. ↑  Temple, Robert D. Edge Effects: The Border-Name Places, (2nd edition, 2009), iUniverse, page 324.
7. ↑  Alberta Speleological Society, Cadomin Cave نسخة محفوظة 2009-04-18 على موقع واي باك مشين.
8. ↑  Ghost Towns. Cadomin نسخة محفوظة 2023-10-24 على موقع واي باك مشين.
9. ↑  When Coal Was King: Coal Mining in Western Canada نسخة محفوظة 2007-09-27 على موقع واي باك مشين.
10. ↑  Melnyk, N. 1942. Lower level operations in a thick steeply pitching seam at Cadomin Coal Mine, Cadomin, Alberta. Canadian Institute of Mining and Metallurgy, Transactions, vol. XLV, p. 208-223.
11. ↑  Kyba، Daniel and Jane Ross (2001). Exploring the historic Coal Branch. Calgary, Alberta: Rocky Mountain Books, 336 p. ISBN:0-921102-83-6.
12. ↑  Alberta Source. Rockies, Coal Branch and Nordegg: Overview نسخة محفوظة 2023-10-24 على موقع واي باك مشين.
13. ↑  "Cadomin Cave | Alberta Speleological Society". www.caving.ab.ca. مؤرشف من الأصل في 2012-03-07. اطلع عليه بتاريخ 2020-09-25.

قالب:Alberta